# 揆园史话
《揆园史话》是一部有关古代朝鲜的書籍，成书于1675年或1925年之前。成书时间有争议，在1925年出版的《檀典要义》中首次提及并引用。《揆园史话》的作者是“北崖子”或“北崖老人”。北崖子自称其书是以李茗的《震域遗记》（此书已失传）为基础写成的。全书由“揆园史话序”、“肇判记”、“太始记”、“檀君记”和“漫说”五部分组成。韩国国立中央图书馆目前存放着一部朝鲜王朝时期的《揆园史话》副本。
一般觀點認爲該書記述的只是朝鮮的古代神話故事。主要反映了當時一股「反尊華」、反事大主義，走出戀明情結的道仙家歷史思潮，內容多有引用《莊子》。